# 海野清

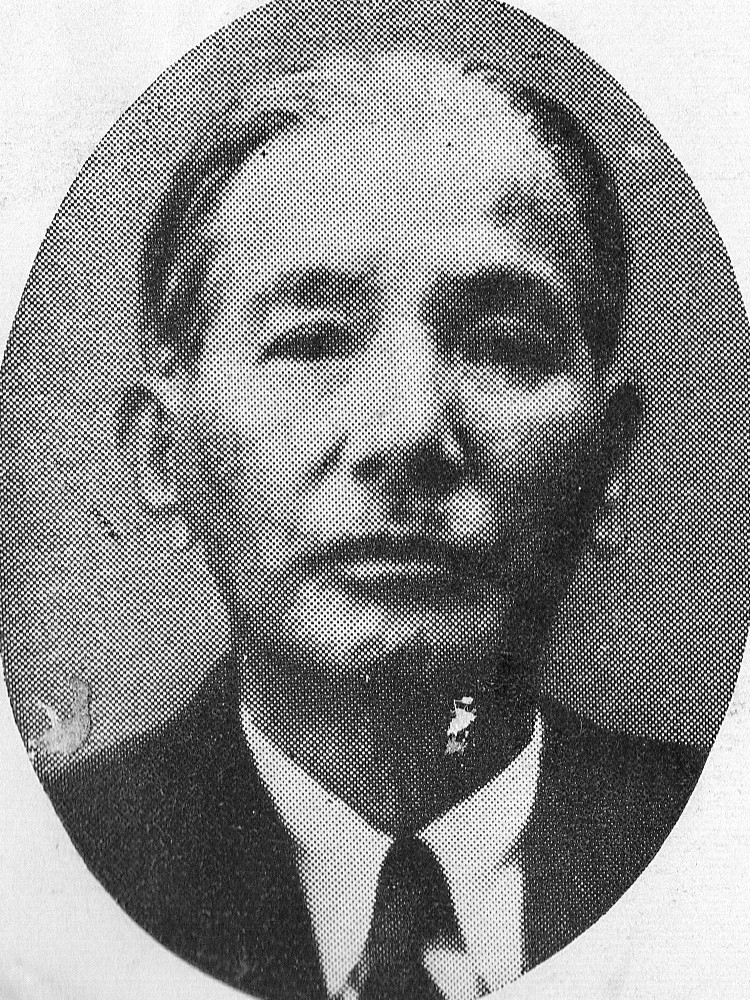
海野清

海野 清（うんの きよし、1884年〈明治17年〉11月8日 - 1956年〈昭和31年〉7月10日）は、工芸家（彫金）、日本芸術院会員、人間国宝。
全日本工芸美術家協会会長、日本彫金家会会長、日本美術刀剣会常任審査員などを兼任し、彫金界の長老として長年に渡り要職を務めた。

## 来歴
海野勝珉の三男として東京に生まれる。1911年（明治44年）、東京美術学校金工科卒。父および加納夏雄に師事。1919年（大正8年）母校東京美術学校助教授、1928年（昭和3年）、帝展特選、1929年（昭和4年）から帝展、新文展審査員を務める。
1932年（昭和7年）母校教授に就任、のち同校在外研究員としてフランス留学し1934年（昭和9年）、帰国。1943年（昭和18年）、勲三等瑞宝章受章。
1947年（昭和22年）、帝国芸術院（同年、日本芸術院）会員、1949年（昭和24年）、東京芸術大学教授、日展運営会常任理事、1955年（昭和30年）、重要無形文化財保持者（人間国宝）に認定。
1956年（昭和31年）7月10日、東大病院で死去。71歳没。